# Ramiro Sordo
Ramiro Gabriel Sordo (Las Rosas, 29 giugno 2000) è un calciatore argentino, attaccante del Santos Laguna.

## Caratteristiche tecniche
È un'ala destra.

## Carriera
Cresciuto nel settore giovanile del Belgrano (LR), nel 2012 entra a far parte dell'academy del Newell's Old Boys; dopo otto anni in cui scala le varie selezioni, nel 2020 viene promosso in prima squadra dove debutta il 9 novembre in occasione del match di Copa Diego Armando Maradona perso 2-0 contro il Boca Juniors.

## Statistiche

### Presenze e reti nei club
Statistiche aggiornate al 21 maggio 2021.
| Stagione        | Squadra           | Campionato      | Campionato | Campionato | Coppe nazionali | Coppe nazionali | Coppe nazionali | Coppe continentali | Coppe continentali | Coppe continentali | Altre coppe | Altre coppe | Altre coppe | Totale | Totale |
| Stagione        | Squadra           | Comp            | Pres       | Reti       | Comp            | Pres            | Reti            | Comp               | Pres               | Reti               | Comp        | Pres        | Reti        | Pres   | Reti   |
| --------------- | ----------------- | --------------- | ---------- | ---------- | --------------- | --------------- | --------------- | ------------------ | ------------------ | ------------------ | ----------- | ----------- | ----------- | ------ | ------ |
| 2020            | Newell's Old Boys |                 | -          | -          | CdL             | 3               | 0               |                    | -                  | -                  |             | -           | -           | 3      | 0      |
| 2021            | Newell's Old Boys |                 | -          | -          | CA+CdL          | 1+3             | 0               | CS                 | 3                  | 1                  |             | -           | -           | 7      | 1      |
| Totale carriera | Totale carriera   | Totale carriera | 0          | 0          |                 | 7               | 0               |                    | 3                  | 1                  |             | -           | -           | 10     | 1      |